# Marit Røsberg Jacobsen
Marit Røsberg Jacobsen (Narvik, 1994. február 25. –) olimpiai, világ- és Európa-bajnok norvég válogatott kézilabdázó, jobbszélső, a dán Team Esbjerg játékosa.

## Pályafutása

### Klubcsapatokban
2014-ig Jacobsen a norvég másodosztályú Selbu IL-nél játszott, előtte az Ankenes HK és a Charlottenlund SK csapatának volt tagja. 2014-ben lett az első osztályú Byåsen IL játékosa. Néhány év alatt csapata egyik leggólerősebb játékosa lett, részt vett a nemzetközi kupaküzdelmekben is. 2016-ban és 2018-ban a bajnokság All-Star csapatába is bekerült jobbszélsőként. 2018-ban az EHF-kupában 54 találatig jutott, majd a szezon végén a Bajnokok Ligájában is induló dán Team Esbjerg játékosa lett. A dán bajnokságban 2019-ben, 2020-ban és 2021-ben is bekerült All-Star csapatba.

### A válogatottban
A felnőttválogatottban 2016-ban mutatkozott be. Részt vett a 2021-es tokiói olimpián, ahol bronzérmet nyert. Tagja volt a 2017-ben világbajnoki ezüstérmes, a 2021-ben világbajnok, a 2020-as Európa-bajnok, majd a 2024-es párizsi olimpián győztes válogatottnak is.

## Sikerei, díjai
- Olimpiai bajnok: 2024
  - Bronzérmes: 2021
- Világbajnok: 2021
- Európa-bajnok: 2020

- Dán bajnok: 2019, 2020, 2023, 2024

- Norvég bajnokság legjobb jobbszélsője: 2016, 2018[5]
- Dán bajnokság legjobb jobbszélsője: 2019,[6] 2020,[7] 2021[8]